# メアリー・スペンサー
メアリー・スペンサー（Mary Spencer、1984年12月12日 - ）は、カナダのプロボクサー。現WBA女子世界スーパーウェルター級王者。2005年・2008年・2010年世界女子選手権金メダリスト。

## 経歴

### アマチュアボクシング
2002年にボクシングを始める。
世界女子ボクシング選手権では、2005年と2008年に66kg級で優勝し、2010年に75kg級で優勝した。また、2011年パンアメリカン競技大会では、75kg級決勝でYenebier Guillénを破り、金メダル獲得。
2012年ロンドンオリンピックでは、女子ミドル級準々決勝で李金子に敗れた。

### プロボクシング
2022年9月9日にシンシア・ロサノと対戦し、1R KO勝ちでWBA女子インターナショナルスーパーウェルター級王座、WBC女子シルバースーパーウェルター級王座を獲得。
2022年12月16日、IBO女子世界スーパーウェルター級王座決定戦でフェムケ・ハーマンズに判定0-3で敗れ、王座獲得ならず。2023年10月11日、IBO女子世界スーパーウェルター級王座タイトルマッチ、IBF女子世界スーパーウェルター級王座決定戦でハーマンズと再戦するも、判定負け。
2024年1月25日にソニア・ドライリングに勝利。
2024年9月5日、Naomi Mannesを判定3-0で破り、WBA女子世界スーパーウェルター級暫定王座を獲得。テリー・ハーパーが王座を返上した後に、正規王者に昇格した。
2025年3月14日、WBA女子世界スーパーウェルター級タイトルマッチでオグレイディス・スアレスを相手に初防衛戦を行う予定。

## 獲得タイトル
- WBA女子インターナショナルスーパーウェルター級王座
- WBC女子シルバースーパーウェルター級王座
- WBA女子世界スーパーウェルター級王座